# 岩本勇次郎
岩本 勇次郎（いわもと ゆうじろう、1880年〈明治13年〉8月30日 - 1938年〈昭和13年〉6月24日）は、日本の裁判官、弁護士、大学教授。

## 概要
1880年愛媛県生まれ。東京帝国大学卒業後、裁判官となり、東京控訴院部長判事などを歴任後、大審院判事に就任。また、弁護士としては、東京第二弁護士会会長などを務めた。
また、明治大学法学部教授を務めたほか、慶應義塾大学講師、早稲田大学講師、中央大学講師、東京大学野球連盟理事長などを務めた。

## 著書
- 『強制執行法』（1937　巌松堂書店）
- 『民事訴訟法要綱』（1931　巌松堂書店）
- 『新民事訴訟法要論』（1928　巌松堂書店）
- 『破産法和議法概論』（1926　巌松堂書店）
- 『民事訴訟法』（1922　巌松堂書店）